# Paracomitas haumuria
Paracomitas haumuria är en snäckart som beskrevs av Alan G. Beu 1979. Paracomitas haumuria ingår i släktet Paracomitas och familjen Turridae. Inga underarter finns listade i Catalogue of Life.